# روود ورمر
روود ورمر (انگلیسی: Ruud Vormer؛ زادهٔ ۱۱ مهٔ ۱۹۸۸) بازیکن فوتبال اهل پادشاهی هلند است.
از باشگاه‌هایی که در آن بازی کرده‌است می‌توان به باشگاه فوتبال کلوب بروژ، باشگاه فوتبال فاینورد، باشگاه فوتبال آزد آلکمار، و باشگاه فوتبال رودا جی‌سی کرکراد اشاره کرد.
وی همچنین در تیم ملی فوتبال هلند بازی کرده‌است.